# Piazza Bologni

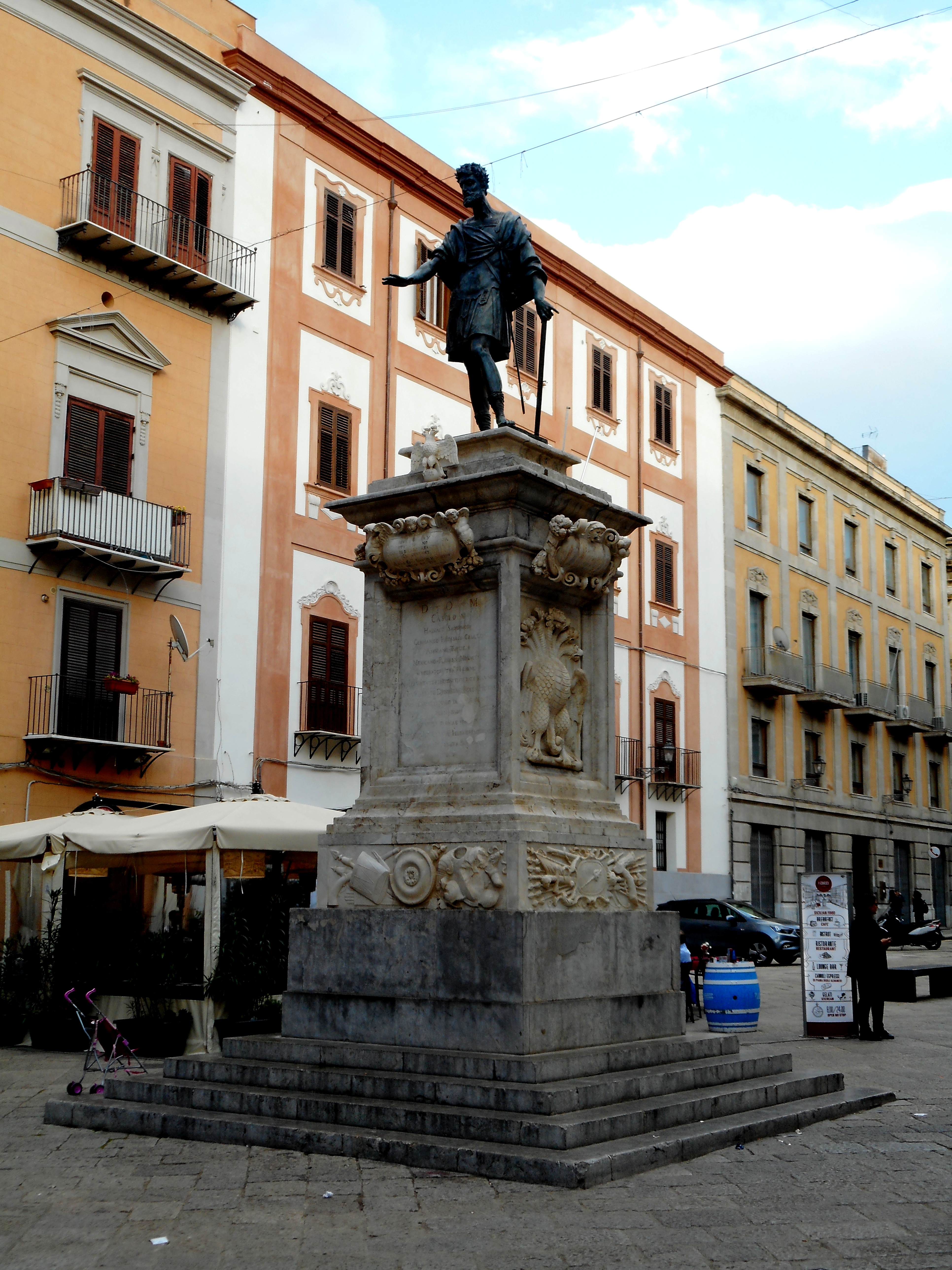
Monumento a Carlo V

Piazza Bologni nota anche come Piazza Bologna è una storica piazza di Palermo situata nel quartiere Albergheria.

## Storia

### Epoca spagnola
La piazza venne realizzata nel 1566 e prese il nome del Viceré che la volle, Carlo d'Aragona Tagliavia. Ha una forma perfettamente rettangolare ed è delimitata, sui lati corti da due vie, il Cassaro, cioè corso Vittorio Emanuele e via Giuseppe D'Alessi. Il nome successivamente cambiò in Largo dei Bologna e deriva dalla presenza di Palazzo Alliata di Villafranca appartenuto a Luigi Beccadelli Bologna, barone di Campofranco, a partire dal 1573.
Oltre a Palazzo Alliata di Villafranca, fa da sfondo alla piazza il cinquecentesco Palazzo Ugo delle Favare, poi passato ai marchesi Salvo di Pietraganzili ed oggi agli eredi Camerata Scovazzo.
Al centro della piazza è presente la statua bronzea di Carlo V d'Asburgo, alla quale la piazza stessa fa da palcoscenico. La statua è opera di Scipione Li Volsi e ripropone il suo ritorno trionfale da Tunisi del 1535 ed è posta su un piedistallo di marmo fatto da Giacomo Cirasolo e Luigi Geraci con bassorilievi di Giovanni Tagliavia. Inizialmente la stessa doveva essere posta al centro dei Quattro Canti, ma si decise in seguito di cambiarle destinazione e venne posta qui nel 1631. Il manufatto, ad onta delle divertenti leggende metropolitane sorte nei secoli, ritrae l'imperatore nell'atto di prestare e rinnovare i giuramenti d'osservanza dei Capitoli, dei Privilegi del Regno e dei Privilegi della Felice Città di Palermo, sua capitale.
Il Beccadelli Bologna nel 1568, fu il patrocinatore e promotore della costruzione della chiesa di San Nicolò de' Bologni che sorse proprio di fronte al suo palazzo, assieme al vicino convento del Carminello. Il luogo di culto sostituiva la chiesa di San Nicola del Cassero, ubicata in prossimità del Santissimo Salvatore, la quale impediva di fatto il normale tracciato della Nuova Strada del Cassaro.
Come sul piano della vicina cattedrale, si tenevano "spettacoli" (Autodafé) organizzati dalla Santa Inquisizione.
- Abitazione dei baroni di Algaria, già della famiglia Opezzinga.[4]
- Palazzo Ugo delle Favare: già della famiglia Sortino, già dei principi di Castiglione di famiglia Gioeni, già appartenuto ai Lombardi, ai Graffei, alla famiglia Ramo, ai Filangieri.[4]
- Abitazione di Pietro Riolo.

### Epoca unitaria
Al centro della facciata di Palazzo Villafranca campeggia una singolare lapide a ricordo della sosta nel luogo di Giuseppe Garibaldi:

### Epoca contemporanea
Tra il 1900 e il 1946 la piazza ospitò il capolinea orientale dell'originale tranvia Palermo-Monreale, la cui tratta intermedia superava la forte pendenza esistente per mezzo di una sezione a trazione funicolare.
Durante il periodo Fascista fu utilizzata per le adunate o manifestazioni propagandistiche.
L'aggregato religioso oggi non è più esistente, al suo posto rimane un edificio con portale e stemma carmelitano - costruzione adibita a Nucleo Antisofisticazione e Sanità dell'Arma dei Carabinieri - e accanto una facoltà universitaria ad indirizzo giuridico.